# Crocidura tenuis
Crocidura tenuis — вид ссавців родини мідицевих (Soricidae). Це ендемік Тимору. Інформації про цей вид мало. Імовірно, зустрічається в первинних мохових і гірських лісах. Невідомо, чи може він адаптуватися до вторинних середовищ існування за межами лісу.